# 俄羅斯國
俄罗斯国（俄语：Российское Государство）是因受布列斯特-立陶夫斯克條約與十月革命的影響，於1918年9月23日舉辦的烏法國家議會上宣佈成立的一個政權，這個政權自稱要「收復俄羅斯的領土」，並自稱該政權是「全俄羅斯的最高權力機關」。隨著俄國白軍在內戰中節節敗退，其元首亞歷山大·高爾察克亦於1920年2月7日兵敗被殺，白俄政权自此煙消雲散，但仍有零星白軍於無政府狀態下繼續反抗。

## 備註
1. ↑  俄语：或[1]